# Tolpia leucopis
Tolpia leucopis là một loài bướm đêm trong họ Erebidae.